# Asellia tridens
Asellia tridens — вид кажанів родини Hipposideridae.

## Середовище проживання
Країни проживання: Афганістан, Алжир, Буркіна-Фасо, Чад, Джибуті, Єгипет, Еритрея, Ефіопія, Гамбія, Іран, Ізраїль, Лівія, Малі, Мавританія, Марокко, Нігер, Оман, Пакистан, Саудівська Аравія, Сенегал, Сомалі, Судан, Сирія, Туніс, Західна Сахара, Ємен. Населяє субтропічні або тропічні сухі ліси, сухі савани, субтропічні або тропічні сухі чагарники. Лаштує сідала в храмах, печерах, шахтах, відкритих колодязях, підземних тунелях зрошення і старих могилах і будівлях. Живиться над пустельною і напівпустельною рослинністю, головним чином в оазах. 

## Поведінка
Це колоніальний вид. 

## Загрози та охорона
Головною загрозою є широке використання пестицидів проти сарани. Втручання людини в печери і старі будівлі впливають на деякі популяції. Ймовірно проживає в кількох охоронних територіях.